# Jimena Márquez
Jimena Márquez (Montevideo, 20 de agosto de 1978) es una dramaturga, directora de teatro, actriz y letrista de carnaval uruguaya. Es profesora de literatura, egresada del Instituto de Profesores Artigas en el 2001.

## Biografía
Se formó en el Instituto de Profesores Artigas. Márquez ejerce ininterrumpidamente desde el año 2000 en instituciones pertenecientes al Consejo de Educación Secundaria. Dirige, desde 2005, la compañía independiente “Japonesita-teatro”, en la cual se desempeña también como dramaturga. 
Asistió en 2005 al taller de dramaturgia de Gabriel Calderón, mientras que en 2006 participó en el Encuentro de jóvenes dramaturgos del Mercosur, curso a cargo de Luis Cano realizado en Fundación Pluja. En 2010 realizó estudios en el curso de guion televisivo de Jorge Maestro.
En 2009 dictó el taller de producción de texto para participantes de la Movida joven organizado por Comisión de la Juventud de la Intendencia de Montevideo.
En 2010 fue seleccionada por la Escuela Multidisciplinaria de Arte Dramático para dictar talleres de profesionalización en dramaturgia en Salto y Canelones, junto a los dramaturgos Carlos Liscano y Carlos Rehermann.
En 2011 trabajó como docente en el espacio "Taller de escritura lúdica", desarrollado en el centro Cultural Kavlin, en la ciudad de Punta del Este.
En 2016 participó en el concurso oficial de carnaval con los Humoristas Cyranos, contribuyendo con los textos y participando en el elenco. Humoristas Cyranos ganó el primer premio en su categoría en el año 2016.
En 2017 se desempeñó como docente de Arte Escénico de la escuela del Teatro El Galpón de Montevideo. Luego se desempeñó como docente de dramaturgia en "Taller intensivo de dramaturgia" en el espacio Arteatro.
En 2018 fue docente de literatura en el Instituto de Actuación de Montevideo, trabajó como tallerista en el Encuentro de murgas de mujeres y de nuevo como docente de producción textual en la escuela de DAECPU.

## Obras
- 2003, Kartún. Palabras sin tiempo. Obtiene mención especial a mejor texto y mejor dirección, realizada por Ramiro Perdomo, en el encuentro de Teatro Joven.

- 2004, Cándido o contadla rápido que carezco de tiempo.  Adaptación de la novela “Cándido” de Voltaire. Obtiene meción en el encuentro de Teatro Joven por mejor espectáculo, mejor elenco y mejor propuesta escénica.

- 2005, El huevo y la Gallina. Ganadora del encuentro de Teatro Joven. Distinguida como Mejor texto original y mención a Ximena Ferrer por su actuación. Se presentó en Plataforma  “Enconstruxión” en el 2005 y en el Teatro Circular de Montevideo en el 2006.

- 2005, La comunidad del canje.) Espectáculo infantil realizado por el grupo “Pachachos” en diversas escuelas y colegios del país. Bajo la dirección de Ramiro Perdomo.

- 2006, Historia de una sola historia. Ganadora del encuentro de Teatro Joven. Se presentó en Plataforma “Enconstruxión” y en el teatro Politeama de Canelones.

- 2007, 'Il concertino. Ganadora del encuentro de Teatro Joven. Se presentó en el teatro El Galpón y [Teatro Circular de Montevideo|teatro Circular]] en 2008.

- 2007, Cenemos. Ganadora del encuentro de Teatro Joven. Mención especial a mejor texto y actuación de Federica Fresa y Victoria Burghi. Se presentó en el Teatro Galpón y Teatro Circular en el 2008.

- 2009, Cajas Chinas. Recibe el premio Florencio en el rubro Revelación. También ganó el concurso “A escena!” convocado por el Ministerio de Educación y Cultura. Nominada a Mejor texto de autor nacional. La obra se presentó en el teatro El Galpón.

- 2010, Lo que los otros tienen . Ganadora del concurso “MEC Programa”.

- 2010, Con tal de llevar la contra.  Estrenada en el Instituto del Teatro en Barcelona, en semimontaje bajo la dirección de Vïctor Muñoz.

- 2011, Te pasa algo.  Teatro El Galpón. Distinguida con Mención especial en el Premio a autor nacional organizado por COFONTE. Fue estrenada en Buenos Aires bajo la dirección de Diego Ventura en el Teatro de la Fábula y en Málaga, bajo la dirección de Norberto Rizzo en el Teatro Echegaray.

- 2013, La escritora de Comedias. Teatro Notariado (también fue presentada en el 2015), ganadora del primer premio en el concurso del Teatro Notariado en 2012. Nominada al Florencio

- 2014-2015, Los músicos de Bremen. Dirigió y adaptó la versión que se realizó en el teatro Solís.

- 2015, Litost, la frustración. Teatro Solís. Participa del festival internacional en la ciudad Rafaela en Santa Fe, Argentina y en el festival "Temporada Alta" en el teatro Timbre 4, Buenos Aires.

- 2016, La duda en gira. Estrenada en el Teatro Solís con el elenco de La Comedia Nacional.
- El tesoro olvidado de la familia RTMFRJMK". Ganadora del Florencio a mejor espectáculo infantil.

- 2017, El barrio de los solos. teatro Alianza.

- 2017, “La sospechosa puntualidad de la casualidad”. Estrenada por La Comedia Nacional en la Sala Zavala Muniz.
- La refinada estética de los hijos de puta. Teatro Victoria.

## Publicaciones
- 2004, Pájaro en blanco (monólogos poéticos. Artefato)[3]
- 2006, Dentro (monólogos poéticos)

## Dirección
- Su trabajo de dirección se desarrolla en primer lugar, sobre su propia obra ya que Jimena Márquez pertenece a la generación de jóvenes dramaturgos uruguayos del siglo XXI que dirigen y escriben teatro.

## Dirección de otros espectáculos
- 2008, Democracia en el bar de Leo Masliah, estrenada en la Vieja Farmacia Solís, codirección con Marcela Aravena
- 2017, Montevideo, cuna de la cumparsita.  Gala de tango para la Orquesta filarmónica de Montevideo.
- 2017, La verbena de la paloma. Estrenada en el Teatro Solís con producción de la Banda Sinfónica de Montevideo.
- 2018, 18 años de Latasónica. Estrenada en el Teatro Solís

## Televisión
- 2009, Guionista del programa Hogar, dulce hogar, canal 10.
- 2011, Integra el equipo de Los comediantes del canal 12, como actriz y guionista.
- 2021, Metro de Montevideo, en el papel de Gladys.[4]
- 2022, Porno y helado, en el papel de Silvina.

## Carnaval

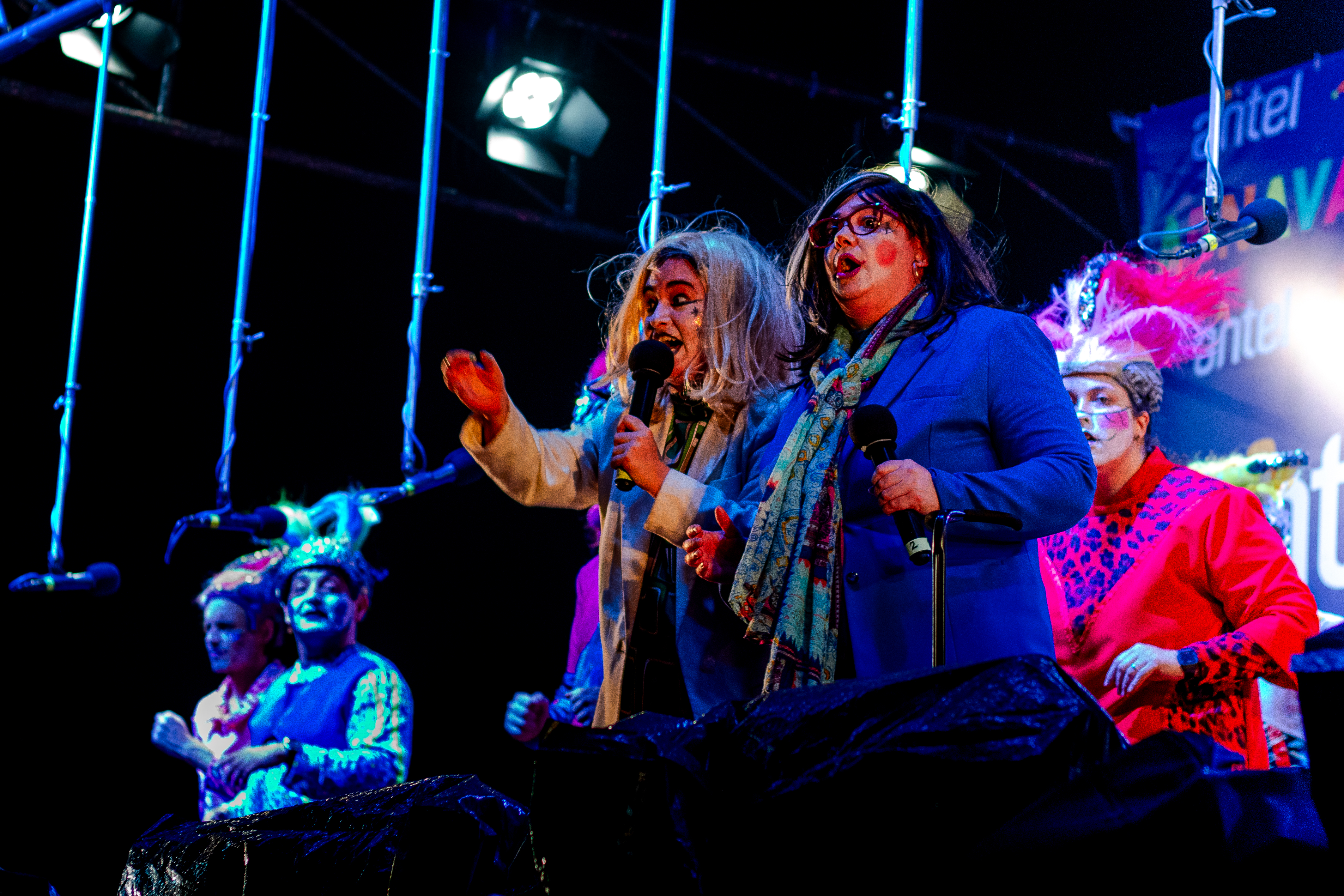
Jimena Márquez durante la actuación de la murga Nos Obligan a Salir en 2024

- 2007, Murga Cero bola,  realiza el libreto del espectáculo Heroínas. Ganadora del encuentro Murga Joven, obteniendo las menciones de: Mejor puesta en escena, Mejor texto, mejor directora, mejor cuplé, mejor personaje.
- 2008, Murga La Gran Muñeca,  realización del libreto del espectáculo La Típica. Nominada al premio Victor Soliño por su tema Canción final en coautoría con Federico Alberti.
- 2008, Murga Cero bola,  realización del libreto del espectáculo El deber ser
- 2009, Murga La gran muñeca,  realización del libreto y la puesta en escena del espectáculo Atrapados. Nominada al premio Victor Soliño por su tema La escondida se hizo larga, en coautoría con Pablo Porciúncula.
- 2010, Murga la gran muñeca,  realiza el libreto y la puesta en escena del espectáculo Elecciones. Realiza con esta murga una gira por Argentina
- 2010, Parodistas Los Muchachos, participa de la creación del libreto.
- 2011, Murga La gran muñeca,  realización del libreto del espectáculo El último carnaval. Nominada a figura de murga. Obtiene el Primer Premio en el Concurso de temas inéditos Víctor Soliño, con el tema El último carnaval, en coautoría con Ruben Burgos.